# Morfosintaktički poredak
Morfosintaktički poredak je u jezikoslovlju naziv za sustav koji neki jezik koristi za označavanje argumenata glagola.
Neke različite argumente možemo ovako označiti:
- O = trpitelj radnje prijelaznog glagola (označen i s P)
- S = jedini argument neprijelaznog glagola
- A = vršitelj radnje prijelaznog glagola

Na primjer, u rečenicama:
Ana jede jabuke. Ivan spava.
Ana = A, jabuke = O, a Ivan = S.
A, O i S različiti jezici tretiraju na različite načine (oblikom riječi, mjestom u rečenici, slaganjem s glagolom...):
- A = S ≠ O: takvi jezici se nazivaju nominativno-akuzativni, npr. hrvatski;
- A ≠ S = O: tzv. ergativni jezici, npr. baskijski;
- za neke glagole A = S, a za druge O = S: tzv. aktivno-stativni jezici;
- kod nekih jezika su sva tri argumenta različito tretirana;
- postoje jezici koji jednako tretiraju sve argumente, dakle A = O = S.

Razmatranje nikako nije ograničeno na sustav padeža: i jezici koji nemaju padeže se mogu analizirati na ovaj način, npr. za engleski:
Ana eats apples. Ivan sleeps.
Glagoli eats i sleeps su u trećem licu jednine zbog imenica Ana (A) i Ivan (S), glagol se ne slaže s apples (O); osim toga A i S dolaze na prvom mjestu u rečenici. Dakle, gramatički su u engleskom A i S tretirani identično, za razliku od O.
Zanimljivo je da ne postoje jezici u kojima bi bilo A = O ≠ S, tj. koji bi oba argumenta prijelaznih glagola tretirali na jedan način, a argumente neprijelaznih glagola na drugi način.
U razmatranju dvoprijelaznih glagola (u hrv. npr. dati) mogu se posebno razmatrati argumenti T i R takvih glagola, pa se gornja podjela može još profiniti.

## Vanjske poveznice
- Dave's Language Creation Notebook: Ergativity (eng.)
- Case Marking and Ergativity  Arhivirana inačica izvorne stranice od 31. kolovoza 2007. (Wayback Machine) - članak o jeziku Jiwarli s jasnim objašnjenjem različitih sustava (eng.)
- Temeljita rasprava - Matthew S. Dryer: Clause Types (PDF) (eng.)